# Стратешки бомбардер
Стратешки бомбардер је тешки бомбардер намењен бацању велике количине бомби на удаљену мету у циљу уништења непријатељеве способности да води рат. За разлику од тактичких бомбардера, који се користе у борбеној зони за напад на трупе и војну опрему, стратешки бомбардери служе да долете у срце непријатељеве територије како би уништили стратешке мете као што су војне инсталације, фабрике и градови. Осим за стратешко бомбардовање, стратешки бомбардери могу да се користе и за тактичке мисије. Сједињене Државе, Русија и Кина у својим флотама имају стратешке бомбардере; Индија је позајмила четири од Русије.